# TREASURE (平松愛理のアルバム)
『TREASURE』（トレジャー）は、平松愛理の1枚目のオリジナル・アルバム。1989年2月21日にポニーキャニオンより発売された。デビュー・シングル「青春のアルバム」と同日発売。

## 背景
帯コピー：いろいろなことに素直にトキメク　それが、純愛症候群。
当時日本の音楽シーンはロックバンドブームの真っ只中であり、女性シンガーソングライターが第一線で活躍するのは難しい時代であった。平松はデビューするにあたり、日本語を使って、聴いた人に歌詞を理解してもらえる歌を届けるということを念頭に曲作りをしていった。本作は、平松が上京してからデモテープを作り続け、地元である神戸で音楽活動をしていた時の知り合いの力を借り、出来上がった曲をレコード会社に持ち込んで、2年余の時を経て漸く完成した作品である。
本作には、平松の作品で唯一となるLPレコードが存在する。CDはデジパック仕様で発売されていた。

## 収録曲

### LP
| 全作詞・作曲: 平松愛理、全編曲: 西平彰、平松愛理。 |                                           |          |            |      |
| #                                                  | タイトル                                  | 作詞     | 作曲・編曲 | 時間 |
| 1.                                                 | 「愛をあげたい」                          | 平松愛理 | 平松愛理   | 2:22 |
| 2.                                                 | 「青春のアルバム」(1枚目のシングル表題曲) | 平松愛理 | 平松愛理   | 5:14 |
| 3.                                                 | 「ひとりきりのSUNDAY」                    | 平松愛理 | 平松愛理   | 5:34 |
| 4.                                                 | 「MY OLD FRIEND」                         | 平松愛理 | 平松愛理   | 4:29 |
| 5.                                                 | 「ゴールド・ダンボール」                  | 平松愛理 | 平松愛理   | 4:57 |
| 合計時間:                                          | 合計時間:                                 | 22:36    |            |      |

| 全作詞・作曲: 平松愛理、全編曲: 西平彰、平松愛理。 |                                             |          |            |      |
| #                                                  | タイトル                                    | 作詞     | 作曲・編曲 | 時間 |
| 1.                                                 | 「太陽のストライキ」(2枚目のシングル表題曲) | 平松愛理 | 平松愛理   | 4:09 |
| 2.                                                 | 「DESTINY」                                 | 平松愛理 | 平松愛理   | 5:45 |
| 3.                                                 | 「オニオンスープ」                          | 平松愛理 | 平松愛理   | 4:13 |
| 4.                                                 | 「HOW ARE YOU?」                            | 平松愛理 | 平松愛理   | 4:53 |
| 5.                                                 | 「本気でI LOVE YOU」                        | 平松愛理 | 平松愛理   | 5:01 |
| 合計時間:                                          | 合計時間:                                   | 24:01    |            |      |

### CD
| 全作詞・作曲: 平松愛理、全編曲: 西平彰、平松愛理。 |                                             |          |            |      |
| #                                                  | タイトル                                    | 作詞     | 作曲・編曲 | 時間 |
| 1.                                                 | 「愛をあげたい」                            | 平松愛理 | 平松愛理   | 2:22 |
| 2.                                                 | 「青春のアルバム」(1枚目のシングル表題曲)   | 平松愛理 | 平松愛理   | 5:14 |
| 3.                                                 | 「ひとりきりのSUNDAY」                      | 平松愛理 | 平松愛理   | 5:34 |
| 4.                                                 | 「MY OLD FRIEND」                           | 平松愛理 | 平松愛理   | 4:29 |
| 5.                                                 | 「ゴールド・ダンボール」                    | 平松愛理 | 平松愛理   | 4:57 |
| 6.                                                 | 「太陽のストライキ」(2枚目のシングル表題曲) | 平松愛理 | 平松愛理   | 4:09 |
| 7.                                                 | 「DESTINY」                                 | 平松愛理 | 平松愛理   | 5:45 |
| 8.                                                 | 「オニオンスープ」                          | 平松愛理 | 平松愛理   | 4:13 |
| 9.                                                 | 「HOW ARE YOU?」                            | 平松愛理 | 平松愛理   | 4:53 |
| 10.                                                | 「本気でI LOVE YOU」                        | 平松愛理 | 平松愛理   | 5:01 |
| 合計時間:                                          | 合計時間:                                   | 46:37    |            |      |